# Ducati Sebring
La Ducati Sebring o 350 Sebring è una motocicletta prodotta dalla casa motociclistica italiana Ducati dal 1965 al 1968.

## Descrizione
Ad alimentare la moto c'è un motore monocilindrico Ducati da 340 cm³, con singolo albero a camme in testa raffreddato ad aria con testata a due valvole e sistema d'alimentazione a carburatori della Dell'Orto, posizionato verticalmente.
Al momento della sua introduzione sul mercato, era la moto Ducati con la maggiore cilindrata.